# Frederik 1. af Sachsen
Frederik 1., også kaldet Frederik den Stridbare (tysk: Friedrich der Streitbare), (11. april 1370–4. januar 1428) var markgreve af Meissen fra 1407 til 1428 og kurfyrste af Sachsen fra 1423 til 1428.
Han var søn af landgrev Frederik 3. af Thüringen og gift med Katarina af Braunschweig-Lüneburg. Han blev efterfulgt som kurfyrste af sin ældste søn Frederik.